# Пъзел
Пъзелът е игра, при която много на брой плочки трябва да бъдат правилно подредени, така че да образуват картина с предварително известно за играещия изображение.
Пъзелите се продават в кутии, на чийто капак е целевото изображение, а вътре е комплектът разбъркани парченца за редене, често придружен от пакетче със специално лепило на гранули и щендер за кутията.

## Особености на пъзелите

### Плочките
Плочките на пъзела обикновено са направени от пресован картон, върху който е залепена гланцирана хартия с отпечатано изображение, от пластмаса и по-рядко (за малки комплекти) пъзелът е направен от дърво. Парченцата имат обикновено за основа правоъгълник с изпъкнали или вдлъбнати „езичета“ с различни форма и големина. Те са стеснени при страната на правоъгълника, така че да осигуряват по-здрав захват помежду си. Тези стеснения понякога нарочно липсват, поради което пъзелът по-лесно се размества при невнимателни движения на играещия. Съществуват и други форми на парченцата от пъзела.
Парченцата се получават, като цялата в началото картина бъде нарязана чрез метална матрица със същите размери. Най-често картината е с правоъгълна форма, което означава, че в комплекта се съдържат парченца с по една гладка страна по границите на картината и четири ъглови парченца с по две гладки страни, за четирите ѝ ъгъла.

### Целевите изображения
Изображенията, които се ползват за целеви изображения на пъзелите, са най-разнообразни: репродукции на картини от известни художници, природни пейзажи, изображения на животни, коли, камиони, мотоциклети, старинни географски карти. За по-трудните пъзели традиционно се избират изображения, в които плочките в голяма тяхна област (небе, морска повърхност, поле с цветя) си приличат изключително, и затова пъзели над 1000 части са по трудни.
В процеса на редене на пъзела трябва едновременно да се напасват както изображенията на съседните плочки, така и техните изпъкналости и вдлъбнатини. Трябва да се има предвид, че големите производители на пъзели конструират режещите си матрици така, че всяка плочка има уникална за комплекта форма, дори и разликите ѝ с други плочки да са много фини. Колкото и да си подхождат по картинка и форма две плочки, ако за тяхното снаждане е необходимо дори минимално усилие, значи те не са една за друга.

### Подходи за подреждане
Един от подходите за подреждането на пъзел е първоначалното разделяне на плочките по области от картината (някои производители съветват първо да се сглоби рамката) или по признаци, които са типични за целевото изображение.
Например когато се реди пъзел, изобразяващ старинна географска карта, е най-удобно парченцата да бъдат групирани по суша и вода, по континенти, по близост към екватора и полюсите и т.н. Основните ориентири в един такъв пъзел са текстовете (имена на градове, държави, континенти, острови, морета), картографската символика (различни линии се използват за обозначаване на екватор, тропик, паралел, меридиан, както и числа за географска ширина и дължина), ъглите на пресичане на различните линии (по-острите връхни ъгли отговарят на по-голяма близост до полюса, а по-изправените – до екватора), цветовете (различни за вода и суша, за различна надморска височина) и др. Ориентирите в подредбата са общо взето уникални за всеки пъзел, но с натрупване на опит играещият би могъл да си изведе и други правила, които в началото е спазвал интуитивно.

### Брой на плочките и размери на пъзела
Трудността в реденето на пъзела обаче идва не само от спецификата на изображението и формата на плочките, но и от техния брой в комплекта.
Счита се, че пъзелите от 3000 и повече парченца са вече „за напреднали“. Най-големият пъзел, който за момента може да се закупи, се състои от 51 300 парченца.
Броят на парченцата е неминуемо свързан с размерите на пъзела и мястото, което той заема, докато е в разпръснат вид.

## Нетрадиционни пъзели
Освен въображението на играещите, пъзелите отключват въображението и на своите производители. Съществуват разнообразни модификации на пъзелите, които ги правят по-трудни, предизвикателни или интересни.
- Пъзели с нетрадиционни форми – при които границата на целевото изображение не образува правоъгълник, поради което играещият не може да разчита на помощта на граничните парченца.
- Двустранни пъзели – при които плочките трябва да се напасват и от двете страни. Изключително труден, ако играещият има амбицията да сглоби наведнъж и двете изображения, още повече, че е нужен прозрачен плот за редене.
- 3D пъзели – пъзелът е кух с форма на сфера („пъзелбол“). Изключително ефектен, но обикновено лесен за подреждане, тъй като на гърба на всяка плочка е изписан номер, а в инструкциите на пъзела е обяснен принципът на подредба.

## Любопитно и полезно
- Някои производители на пъзели при заявка от клиента възстановяват липсващи или загубени плочки. За целта в заявката трябва да се посочи фабричният номер на пъзела и позицията на плочката по хоризонтал и вертикал, като за начало на „координатната система“ обикновено се взема горният ляв ъгъл на картината.
- Някои пъзели идват в комплект с гранулирано лепило, което се приготвя на принципа на желатина (оставя се в определено количество вода докато гранулите я попият и после се бърка на слаб огън до получаване на еднородна смес). Лепилото се нанася на части, а не наведнъж, тъй като иначе може да разкисне някои плочки, а да не стигне за други. Не всички потребители обаче избират да залепят пъзела си – някои предпочитат отново да го разглобят и по-късно да си доставят повторно удоволствие с реденето му.

## Исторически факти
Първите пъзели били направени в Лондон и пуснати за продажба около 1760 г. от Джон Спилсбъри – картограф и дърворезбар, като забавен начин за изучаване на география. Те изобразявали карти на различни държави и били направени от дървени плоскости, разрязвани с трион, откъдето идва и английското име на играта – „jigsaw puzzle“. Всъщност на английски думата „puzzle“ означава всякакъв вид ребус, главоблъсканица.